# Мозель, Константин Николаевич
Константи́н Никола́евич Мо́зель (род. 1 сентября 1937) — советский и российский дипломат, профессор Дипломатической академии МИД РФ. Чрезвычайный и полномочный посол (1998).

## Биография
Окончил МГИМО МИД СССР (1964) и факультет повышения квалификации при Дипломатической академии МИД СССР. На дипломатической работе с 1964 года. Кандидат исторических наук. Владеет английским, французским и испанским языками. 
- В 1993—1996 годах — начальник Управления по культурным связям МИД России.
- С 2 ноября 1996 по 27 августа 1999 года — чрезвычайный и полномочный посол РФ в Литве[1][2].
- С 27 августа 1999 по 31 марта 2005 года — чрезвычайный и полномочный посол РФ в Мексике и Белизе по совместительству[3][4].
- С 2005 года — исполнительный вице-президент по международным отношениям Ассоциации российских банков (АРБ).

## Семья
Женат, имеет дочь.

## Награды и почётные звания
- Медаль «За трудовую доблесть».
- Заслуженный работник дипломатической службы Российской Федерации (15 ноября 2005) — За заслуги в реализации внешнеполитического курса Российской Федерации и многолетнюю добросовестную дипломатическую службу[5].
- Орден Почета

## Дипломатический ранг
Чрезвычайный и полномочный посол (17 апреля 1998).